# Andreas Melán

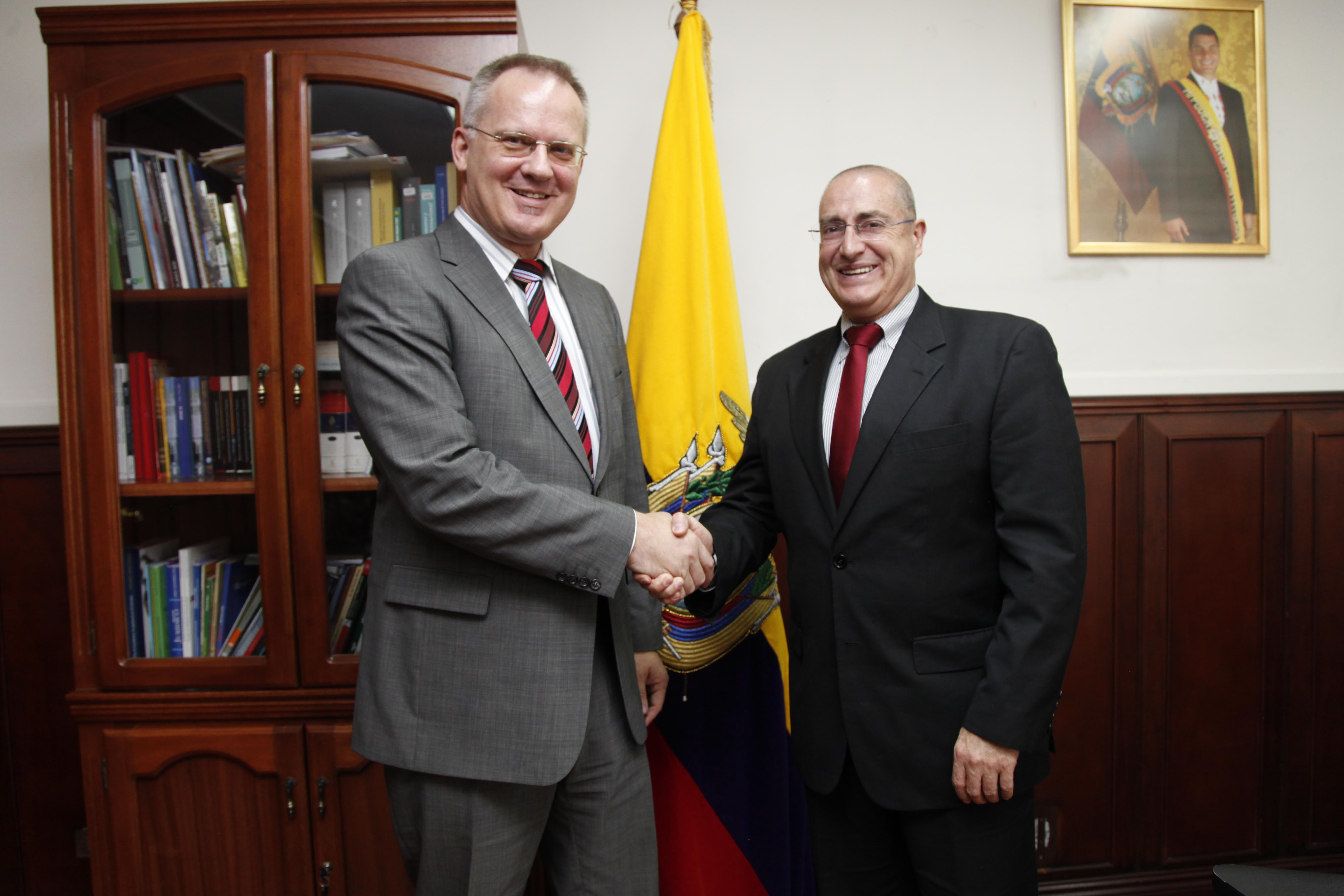
Der Vizekanzler Ecuadors Marco Albuja empfängt Andreas Melán (links im Bild), 2013

Andreas Melán (* 12. April 1960 in Wien) ist ein österreichischer Diplomat. Er war von 2009 bis Jänner 2014 der österreichische Botschafter in Peru und von Jänner 2014 bis August 2018 Botschafter in Äthiopien und ist seit 2021 Botschafter in Argentinien.

## Leben
Der promovierte Jurist studierte Rechtswissenschaft an der Universität Wien, Europäische Verwaltung am College of Europe in Brügge und Internationales Öffentliches Recht am Internationalen Gerichtshof in Den Haag. Bei der Europäischen Kommission in Brüssel machte er ein Praktikum.
Er ist verheiratet und hat zwei Kinder. Seit 1980 ist er Mitglied der katholischen Studentenverbindung KÖStV Nibelungia Wien.

## Diplomatischer Werdegang
Seine erste diplomatische Akkreditierung hatte Andreas Melán 1988 als Attaché in der österreichischen Botschaft in Islamabad. Von 1989 bis 1992 war er Kulturattaché an der Botschaft in Madrid, von 1992 bis 1994 stellvertretender Missionschef an der Botschaft in Athen. Im österreichischen Außenministerium (damals Bundesministerium für auswärtige Angelegenheiten, seit 2007 Bundesministerium für europäische und internationale Angelegenheiten, seit 2014 Bundesministerium für Europa, Integration und Äußeres) war er von 1994 bis 1999 Referatsleiter für EU-Grundsatzfragen. Sein nächster Auslandseinsatz führte ihn von 1999 bis 2004 als stellvertretender Missionschef an die Botschaft in Buenos Aires. Von 2004 bis 2009 war er Referatsleiter für Lateinamerika und die Karibik sowie stellvertretender Amerika-Direktor im Außenministerium.
Ab Dezember 2009 war er der österreichische Botschafter in Lima, mitakkreditiert für Bolivien. Seit der Schließung der österreichischen Botschaft in Bogotá im April 2012 war er darüber hinaus mitakkreditiert für Kolumbien und Ecuador. Im Jänner 2014 erfolgte Meláns Wechsel an die österreichische Botschaft in Äthiopien, die er seitdem als Botschafter leitet. Sein Nachfolger in Peru war Andreas Rendl. Er ist in Addis Abeba Nachfolger von Gudrun Graf und mitakkreditiert für Uganda, Dschibuti, die Republik Kongo und Südsudan sowie Ständiger Vertreter bei der Afrikanischen Union. Im August 2018 wurde Andreas Melán in Äthiopien von Roland Hauser abgelöst, der vorher der österreichische Botschafter in Bulgarien gewesen war. Seit 2021 ist er als Nachfolger von Christoph Meran der österreichische Botschafter in Buenos Aires.